# Vineta
Vineta är en sagostad som ska ha legat vid Östersjöns södra strand. Legenden har utvecklats kring traditionen om den medeltida handelsstaden Jumne, Jomsborg, Julin etc. som Vineta ibland antagits vara identisk med. Det finns flera belagda berättelser om Vineta, alla med det gemensamt att staden översvämmades till följd av stadsbornas hädiska levnadssätt. 
Staden finns omnämnd i flera skönlitterära verk, till exempel Selma Lagerlöfs Nils Holgerssons underbara resa genom Sverige.